# شورلت آویو
شورلت آویو (به انگلیسی: Chevrolet Aveo) یکی از مدل‌های سواری سبک شرکت خودروسازی شورلت بود که از سال ۲۰۰۲ تولید آن شروع شد و مونتاژ قطعات این مدل در شهر بو پیه اونگ-گو کشور کره جنوبی صورت گرفت.
حجم موتور آن بین ۱۲۰۶ تا ۱۳۹۹ سانتیمتر مکعب است و ۱۰۰ اسب بخار قدرت نهایی این مدل شورلت بوده است.